# Nationaltheatret (metrostation)
Nationaltheatret is een metrostation in de Noorse hoofdstad Oslo. Het station werd geopend op 28 juni 1928 en wordt bediend door de lijnen 1, 2, 3, 4 en 5 van de metro van Oslo.
Het metrostation is verbonden met het eveneens ondergronds en lager gelegen gelijknamig spoorwegstation. Beiden zijn vernoemd naar het aangrenzend Nationaltheatret in het stadscentrum van Oslo.